# Anaïs Barbeau-Lavalette
 (mars 2025).
Pour les articles homonymes, voir Barbeau et Lavalette.
Anaïs Barbeau-Lavalette, née le 8 février 1979 à Montréal, est une réalisatrice, scénariste, en documentaire et en fiction, et romancière québécoise.

## Biographie

### Origine et formation
Le cinéma fait partie de sa vie : sa mère, Manon Barbeau, est documentariste et son père, Philippe Lavalette, est directeur photo.

### Années 2000
À la suite d'un périple d'un an au Honduras, Anaïs Barbeau-Lavalette réalise le documentaire Les Petits Princes des bidonvilles (2000) (Prix du public au Festival Muestra Cultural de Montréal). Jeune femme de terrain, ce documentaire lui confirme qu'elle « désire rendre la caméra utile, comme un outil ». Elle étudie par la suite en études internationales à l’Université de Montréal, en réalisation à l'Institut national de l'image et du son (INIS) et à l’Université Birzeit, à Ramallah (Palestine).
En 2001, elle coréalise Buenos Aires, no llores, documentaire tourné en Argentine et sélectionné dans de nombreux festivals internationaux (meilleur court-métrage documentaire au Festival de Cherbourg en compétition au FIPA de Biarritz). Puis, sélectionnée parmi plusieurs centaines de candidats, elle participe en 2002 à l'Odyssée du volontariat, périple de plusieurs mois qui la conduit aux quatre coins du monde et où elle réalise une quinzaine de courts-métrages documentaires sur le thème du bénévolat, lesquels sont ensuite diffusés en sept langues dans plus de cent pays. À son retour, elle réalise plusieurs longs-métrages documentaires, notamment Si j'avais un chapeau (2005, Mention spéciale du jury aux Journées du cinéma africain et créole des Vues d'Afrique, nominations dans les catégories Meilleur documentaire société et Meilleure recherche aux prix Gémeaux 2006), qui donne la parole à des enfants au Québec, en Inde, en Tanzanie et en Palestine, ainsi que Les mains du monde (2004), abordant le thème de l’engagement.
Elle participe de 2004 à 2010 à l’aventure cinématographique du Wapikoni Mobile, et à la même époque, réalise des vidéoclips (notamment ceux de Catherine Major, de Thomas Hellman et des rappeurs Samian et Dramatik).
En 2007, elle tourne les documentaires Tap-Tap, portrait poétique de la communauté haïtienne de Montréal ainsi que Le Ring, un premier long-métrage de fiction très bien reçu par la critique, qui sera notamment sélectionné aux prestigieux festivals de Busan, de Berlin et au Camerimage en 2008, et primé aux festivals de Madrid, d'Aubagne, de Vladivostok, de Taipei et de Kiev.
En 2009, elle réalise le documentaire Les Petits Géants (coréalisé avec Émile Proulx-Cloutier), qui remporte le prix Gémeaux du meilleur documentaire et est présenté en clôture de l'édition 2009 des Rendez-vous du cinéma québécois, ainsi que Se souvenir des cendres, documentaire suivant l'aventure créative du film Incendies de Denis Villeneuve, qui remporte à son tour le prix Gémeaux du meilleur documentaire en 2012.

### Années 2010
Elle publie en 2010 son premier roman, Je voudrais qu’on m’efface (chez Hurtubise, puis chez Bibliothèque québécoise), qui se retrouve finaliste à l'édition 2011 du Prix des libraires du Québec. Viennent ensuite ses chroniques de voyage en Palestine, Embrasser Yasser Arafat (2011, éditions Marchand de feuilles).
À la télévision, elle signe pour ARTV la réalisation de la série documentaire Les Voix humaines (2009-2010) et tourne Marie pleine de grâce (2011), un documentaire sur la chorégraphe Marie Chouinard. À la même époque, André Turpin et elle coréalisent les courts-métrages de fiction Ina Litovski (2012), Sept Heures trois fois par année (2012) et Prends-moi (2014), qui leur ont valu de nombreux prix dans divers festivals de courts-métrages.
En 2012, son nouveau long-métrage, Inch'Allah (produit par Micro scope) est vendu dans une vingtaine de pays et sélectionné au Festival international du film de Toronto et à la Berlinale, où le film remporte le Prix FIPRESCI (prestigieux prix de la critique internationale), ainsi qu’une mention spéciale du jury œcuménique.
Anaïs Barbeau-Lavalette est aussi nommée Artiste pour la Paix 2012.
Au printemps 2013, la Place des Arts lui offre une carte blanche (en duo avec son conjoint Émile Proulx-Cloutier). Elle monte donc le Cabaret multi Vous êtes libres. En 2014, Émile Proulx-Cloutier et elle conçoivent le documentaire scénique Vrais Mondes, toujours à la Place des Arts. Ils coréalisent ensuite le long-métrage documentaire Le Plancher des vaches (2015, production Esperamos Films, diffusion ICI Radio-Canada Télé) et récidivent avec le documentaire scénique Pôle Sud, présenté au théâtre Espace Libre en 2016, puis au Festival TransAmériques en 2017.
Elle publie en 2015 un roman inspiré de la vie de sa grand-mère, Suzanne Meloche, La femme qui fuit (publié aux éditions Marchand de feuilles). Vaste succès critique et populaire, « meilleur vendeur toutes catégories confondues » pour l'année 2016, ce roman remporte le Prix des libraires du Québec 2016, le Grand Prix du livre de Montréal 2015, le Prix littéraire France-Québec 2016 et le Prix du Club des irrésistibles 2017 des Bibliothèques de Montréal, en plus de se retrouver sur la liste des finalistes pour le Prix littéraire du Gouverneur général 2016.
Anaïs Barbeau-Lavalette endosse en 2016 les titres de porte-parole de la Journée des librairies indépendantes et porte-parole de la 11e édition du World Press Photo, où elle signe une exposition parallèle sur les réfugiés syriens arrivés à Montréal,.
En 2017, elle réalise le long métrage documentaire Ma fille n’est pas à vendre (productions Bazzo Bazzo, diffusion Télé-Québec). Elle est également présidente d'honneur du 38e Salon du livre de l'Outaouais en 2017.
En 2019, elle réalise La Déesse des mouches à feu, un long-métrage de fiction adapté du roman de Geneviève Pettersen du même nom.

### Années 2020
En 2021, elle tourne au Québec le long-métrage Chien blanc.
Six ans après la sortie de La femme qui fuit, Anaïs Barbeau-Lavalette sort un livre intitulé Femme forêt, qui est considéré comme une suite de La femme qui fuit.
En 2024, elle est membre du jury "Visages de la francophonie" du Festival de films francophones Cinemania.

## Œuvres

### Littérature
- 2010 : Je voudrais qu’on m’efface (roman) – Éditions Hurtubise[17]
- 2011 : Embrasser Yasser Arafat (chroniques de voyage) – Éditions Marchand de feuilles
- 2015 : La femme qui fuit (roman) – Marchand de feuilles[18]
- 2016 : Suzanne. Marchand de feuilles
  - (de) Trad. Anabelle Assaf: Suzanne. Roman. Eichborn, Francfort 2018
- 2018 : Nos héroïnes : 40 portraits de femmes québécoises. Livre pour enfants, illustré par Mathilde Cinq-Mars. Marchand de feuilles
- 2021 : Femme Forêt (roman) – Marchand de feuilles
- 2022 : Femme Fleuve (roman) – Marchand de feuilles

### Cinéma et télévision
- 2000 : Sorcières comme les autres (court-métrage documentaire) – INIS
- 2001 : Les Petits Princes des bidonvilles (long métrage documentaire) – Virage et ONF
- 2001 : Les Mots bleus (court-métrage de fiction) – INIS
- 2001 : Buenos Aires no Ilores (court-métrage documentaire) – INIS
- 2004 : Les Mains du monde (long métrage documentaire) – InformAction, Télé-Québec
- 2005 : Si j’avais un chapeau (long métrage documentaire) – Virage, RDI, TV5
- 2009 : Les Petits Géants (long métrage documentaire) – Amérimage-Spectra, Télé-Québec, ICI ARTV
- 2007 : Le Ring (long métrage de fiction) – INIS
- 2010 : Se souvenir des cendres : Regards sur Incendies (moyen métrage documentaire) – micro scope
- 2010 : Les Voix humaines (série documentaire) – Espace Franco Image, ICI ARTV
- 2012 : Inch'Allah (long métrage de fiction) – micro scope
- 2012 : Ina Litovski (court-métrage) – Flow
- 2012 : Sept Heures trois fois par année (court-métrage de fiction) – FNC
- 2014 : Prends-moi (court-métrage de fiction) – By Pass Films
- 2015 : Le Plancher des vaches (long métrage documentaire) – Esperamos Films, RDI, Radio-Canada
- 2017 : Ma fille n’est pas à vendre (long métrage documentaire) – Bazzo Bazzo, Télé-Québec
- 2020 : La Déesse des mouches à feu (long métrage fiction) - Coop Vidéo de Montréal
- 2022 : Chien blanc (long métrage fiction) - Go Films

### Théâtre documentaire scénique
- 2014 : Vrais Mondes, documentaires scéniques – Place des spectacles
- 2016 : Pôle Sud, documentaires scéniques – Espace libre (puis 2017 au FTA)
- 2022 : Pas perdus, en cocréation avec Émile Proulx-Cloutier - Théâtre d'Aujourd'hui

### Distinctions
Gala Québec Cinéma 2021 : Iris de la meilleure réalisation pour La Déesse des mouches à feu